# Мечеть Фатіх (Пфорцгайм)
Мечеть Фатіх (нім. Fatih-Moschee) у Пфорцгаймі відкрита 1992 року. Перша мечеть землі Баден-Вюртемберг.

## Історія та особливості

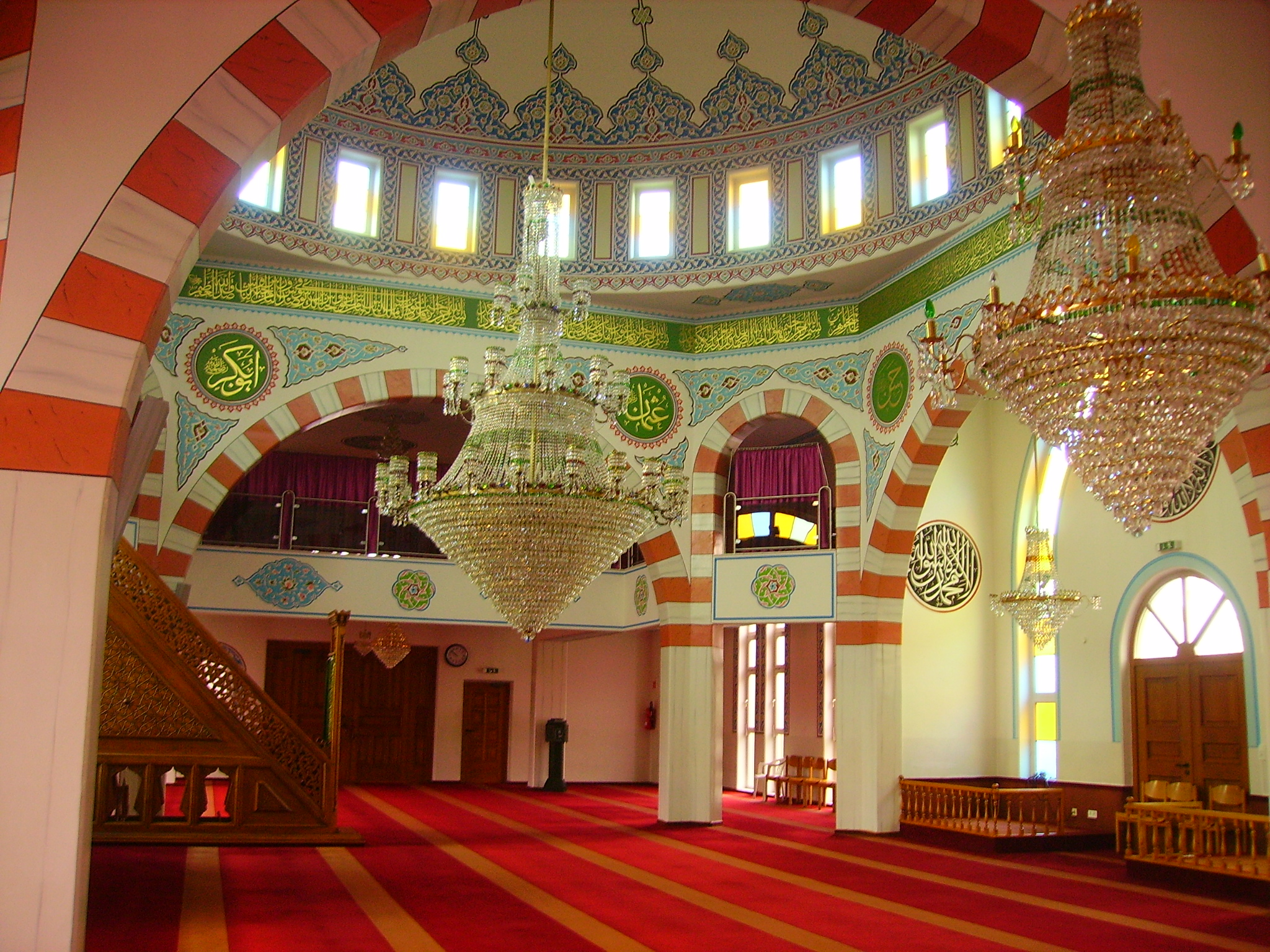
Інтер'єр мечеті

З початку 1970-х років мусульмани в Пфорцгаймі збиралися в тимчасових приміщеннях для молитов. У другій половині 1980-х мусульманські організації купили ділянку по вулиці Salierstraße в північній частині міста для будівництва мечеті, але проєкт не реалізували через протести місцевих мешканців. Тоді місто запропонувало ділянку біля траси B10, навпроти Пфорцгаймської ТЕЦ. Цього разу будівництво закінчено успішно, хоча відкриття мечеті з височезним 25-метровим мінаретом викликало обурення частини християнської громади міста та сотні листів зі скаргами на адресу міської влади. Деякі представники влади побоювалися, що мечеть стане «інкубатором фундаменталістів».
Наріжний камінь храму закладено 17 березня 1990 року під охороною поліції, побоюючись провокацій, а урочисте відкриття відбулося 26 вересня 1992 року. На церемонії відкриття мер Йоахім Бекер під гучні оплески присутніх турків і мусульманського духовенства так сказав про дискусії та право на будівництво храму: «Подібні дебати — це частина життєздатної демократії. Ви маєте дякувати не мені, а нашій конституції». Мечеть названа на честь Мехмеда II Фатіха.
Це перша мечеть у землі Баден-Вюртемберг. На площі близько 600 м² може молитися близько 1000 вірян, приміщення розраховане на 500 місць для молитви. Особливістю приміщення є підлога з підігрівом. Храм освітлюють 10 менших люстр, а також одна велика люстра на 120 ламп і 20 тисяч кришталевих каменів.
Проєктування здійснював Ґекчен Сунгуртекін. Спроєктована як «купольна мечеть» з 25-метровим мінаретом. Висота купола — 12 метрів. Вартість будівництва склала 5,5 мільйонів марок. Фінансування здійснювали за рахунок пожертв і внесків вірян.
У складі комплексу мечеті: житлове приміщення духовного керівника, гостьові кімнати, адміністративне приміщення, бібліотека, кімната для молоді, туалети, кафе та продуктова крамниця.
Мечеть входить до об'єднання DITIB. DITIB — найбільша мусульманська організація в Німеччині, що об'єднує понад 900 мечетей.
Адреса: Eutinger Straße 105.